# Rejtő Sándor (orvos)
Rejtő Sándor Péter (Budapest, 1881. január 20. – Budapest, 1945. február 6.) orvos, Rejtő Sándor műegyetemi tanár fia.

## Élete
Rejtő Sándor gépészmérnök és Rosenthal Vilma fia. A Budapesti Tudományegyetemen végezte orvosi tanulmányait (1906), majd Berlinben Jansen professzor asszisztense lett. 1915-ben magántanári kinevezést kapott, a fülgyógyászat tanára lett a Budapesti Tudományegyetemen, 1929-ben kapta meg címzetes nyilvános rendkívüli tanári kinevezését. 1926 és 1945 között az Új Szent János Kórház főorvosaként működött. A fül anatómiájáról, továbbá fiziológiájáról írt több cikket.
1906. november 17-én Budapesten, a Józsefvárosban házasságot kötött Szabó Emília Erzsébettel (1883–1945). Halálukat bombasérülés okozta.

## Főbb művei
- A beteg torokmandulák sebészi eltávolításának javallatai és módjai (Budapest, 1910)
- Fülgyógyászat gyakorló orvosok és orvostanhallgatók számára (Budapest, 1922)
- Hőgyes Endre irodalmi munkássága (Orvosi Hetilap, 1935)